# Novo Horizonte do Sul
Novo Horizonte do Sul (en español Nuevo Horizonte del Sur) es un municipio brasileño ubicado en el sureste del estado de Mato Grosso do Sul, fue fundado el 14 de junio de 1985.
Situado a una altitud de 320 m s. n. m., su población según los datos del IBGE para el año 2009 es de 4.932 habitantes, posee una superficie de 849 km² y una densidad de 5.7 hab/km².
Distando de 320 km de la capital estatal Campo Grande, limita con los municipios de Ivinhema y Jateí.